# 斯梅爾季亞奇耶湖
55°44′06″N 39°49′20″E / 55.735°N 39.8222°E

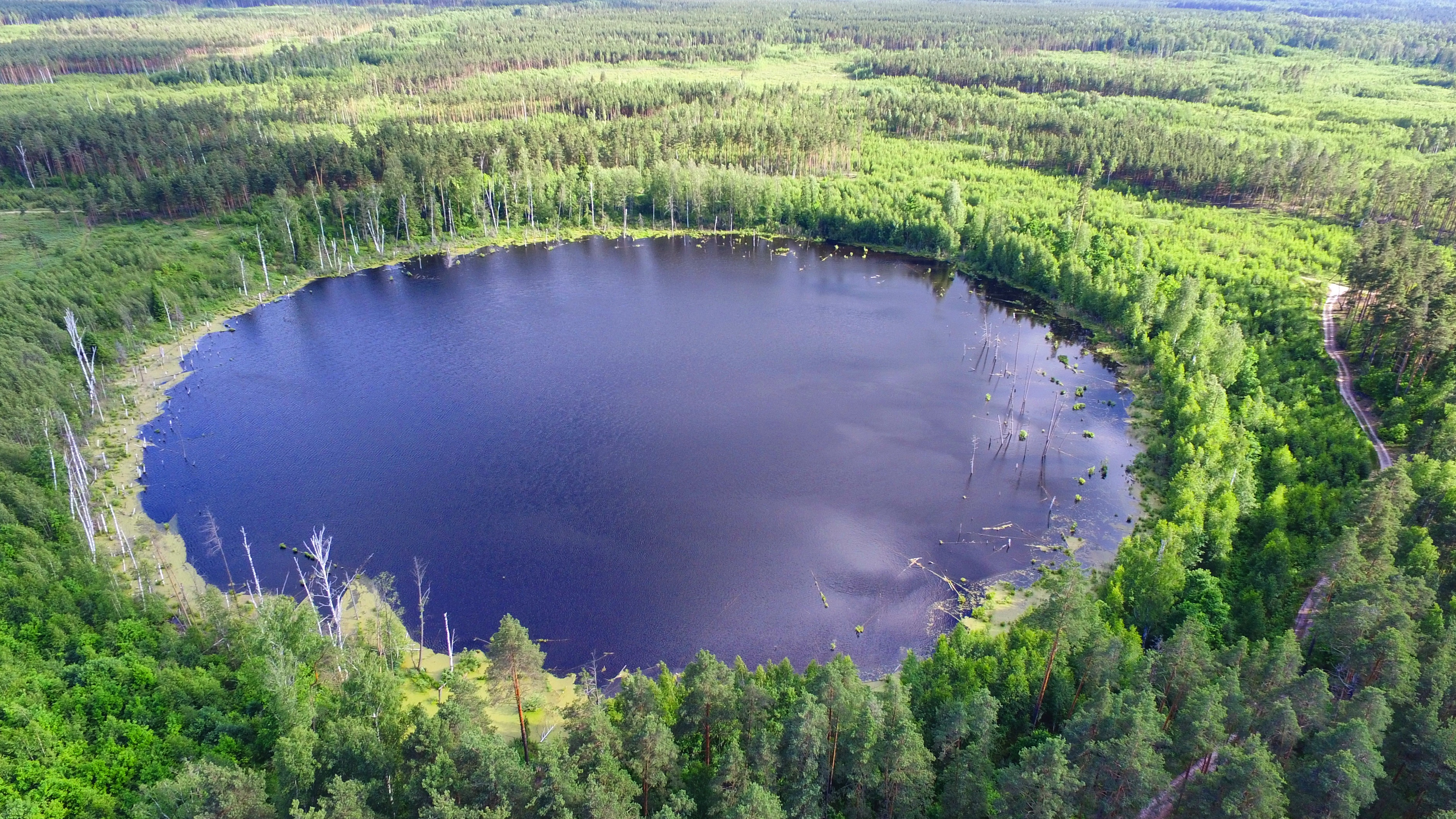

斯梅爾季亞奇耶湖（俄语：Смердячье），是俄羅斯的湖泊，位於該國西部，由莫斯科州負責管轄，處於沙圖拉區，面積0.13平方公里，海拔高度105米，最大水深35米。